# رون غوستافسون
رون غوستافسون (بالسويدية: Rune Gustafsson)‏ هو عازف جاز وملحن سويدي، ولد في 25 أغسطس 1933 في غوتنبرغ في السويد، وتوفي في 15 يونيو 2012 في ستوكهولم في السويد.

## وصلات خارجية
- رون غوستافسون على موقع IMDb (الإنجليزية)
- رون غوستافسون على موقع ميوزك برينز (الإنجليزية)
- رون غوستافسون على موقع أول ميوزيك (الإنجليزية)
- رون غوستافسون على موقع ديسكوغز (الإنجليزية)
- رون غوستافسون على موقع قاعدة بيانات الفيلم (الإنجليزية)